# El sexe dels àngels (pel·lícula)
El sexe dels àngels (El sexo de los ángeles) és una pel·lícula espanyola de Xavier Villaverde protagonitzada per Álvaro Cervantes, Àstrid Bergès-Frisbey i Llorenç González. Estrenada el 2011. Ha estat doblada al català.

## Història
El sexe dels Àngels és una pel·lícula espanyola protagonitzada per Álvaro Cervantes (Tres metros sobre el cielo), Astrid Bergés-Frisbey i Llorenç González, que narra la història de dos joves: Carla (Àstrid Bergès-Frisbey) i Bruno (Llorenç González), que guiant-se per les seves emocions, aprendran a viure la seva pròpia vida amb tota la força i intensitat de la seva joventut, devorant cada moment.

## Sinopsi
Fins a on arriben els límits en una parella? Què passa quan la passió s'enfronta a la raó? Com ser fidel i no renunciar al desig? Carla (Astrid Bergés-Frisbey) i Bruno (Llorenç González) creuen tenir respostes per a tot fins que en la seva vida apareix Rai (Álvaro Cervantes), un jove atractiu i misteriós que viu al marge de les normes. En aquesta història sobre l'amor i l'amistat les fronteres es dissolen a ritme de break i funky per a oferir-nos una visió provocadora, excitant i profundament commovedora de les relacions sentimentals.
Carla i Bruno guiant-se per les seves emocions, aprendran a viure la seva pròpia vida amb tota la força i intensitat de la seva joventut, devorant cada moment.

## Repartiment
- Álvaro Cervantes com Rai.
- Àstrid Bergès-Frisbey com Carla.
- Llorenç González com Bruno.
- Lluïsa Castell com la mare de Carla.
- Marc García-Coté com Adrián.
- Ricard Farré com Oscar.
- Sonia Méndez com Marta.
- Julieta Marocco com María.
- Marc Pociello com Dani.
- Sara Miquel

## Rodatge
Pel·lícula rodada en localitzacions de Barcelona.